# Olson Glacier
Olson Glacier är en glaciär i Antarktis. Den ligger i Östantarktis. Nya Zeeland gör anspråk på området. Olson Glacier ligger 1 022 meter över havet.
Terrängen runt Olson Glacier är bergig åt sydväst, men åt nordost är den kuperad. Olson Glacier ligger nere i en dal. Trakten är obefolkad. Det finns inga samhällen i närheten. 